# Resultados da fase de grupos da Copa da AFC de 2013
A Fase de Grupos da Copa da AFC de 2013 consiste em um total de 32 times (16 da Ásia Oriental e 16 da Ásia Ocidental). Inclui 31 times que entram diretamente na fase de grupos, e 1 que disputa um play-off.
O sorteio para a fase de grupos ocorreu na sede da AFC em Kuala Lumpur, Malásia em 6 de dezembro de 2012, 15:00 UTC+8. Os 32 times foram colocados em oito grupos com quatro times. Times do mesmo país não podem ser colocados no mesmo grupo. Os vencedores e segundos colocados de cada grupo, avançam para a fase final.

## Grupos

### Grupo A
| Time        | Pts | J | V | E | D | GP | GC | SD  |
| ----------- | --- | - | - | - | - | -- | -- | --- |
| Kuwait SC   | 12  | 6 | 4 | 0 | 2 | 15 | 6  | +9  |
| Al-Riffa    | 10  | 6 | 3 | 1 | 2 | 9  | 6  | +3  |
| Safa        | 10  | 6 | 3 | 1 | 2 | 7  | 8  | –1  |
| Regar-TadAZ | 2   | 6 | 0 | 2 | 4 | 5  | 16 | –11 |

| 5 de março    | Safa      | 1 – 1     | Regar-TadAZ       | Camille Chamoun Sports City Stadium, Beirute |
| 17:00 (UTC+2) | Omaier 1' | Relatório | Saidov 60' (pen.) | Público: 300 Árbitro: OMA Yaqoob Abdul Baqi  |

| 5 de março    | Al-Riffa | 0 – 2     | Kuwait SC                     | Estádio Nacional do Bahrein, Ar Rifa'       |
| 18:30 (UTC+3) |          | Relatório | Rogerinho 6' · Al Buraiki 89' | Público: 300 Árbitro: KYR Dmitri Mashentsev |

| 12 de março   | Regar-TadAZ | 0 – 3     | Al-Riffa               | Estádio 20 Anos de Independência, Khujand        |
| 15:00 (UTC+5) |             | Relatório | Al Douni 15', 45', 68' | Público: 10 000 Árbitro: TKM Charymurat Kurbanov |

| 12 de março   | Kuwait SC                           | 3 – 1     | Safa     | Al Kuwait Sports Club Stadium, Kuwait   |
| 19:30 (UTC+3) | Al Buraiki 13', 52' · Rogerinho 69' | Relatório | Khan 15' | Público: 800 Árbitro: IRQ Mohanad Qasim |

| 2 de abril    | Regar-TadAZ     | 1 – 3     | Kuwait SC                      | Estádio 20 Anos de Independência, Khujand |
| 15:00 (UTC+5) | Rakhmatov 90+4' | Relatório | Jemâa 17', 58' · Rogerinho 65' | Público: 8 000 Árbitro: VIE Vo Minh Tri   |

| 2 de abril    | Safa                | 1 – 0     | Al-Riffa | Camille Chamoun Sports City Stadium, Beirute |
| 17:00 (UTC+3) | Mansour 45+4' (pen) | Relatório |          | Público: 300 Árbitro: IND Pratap Singh       |

| 10 de abril   | Al-Riffa                  | 2 – 0     | Safa | Estádio Nacional do Bahrein, Ar Rifa'             |
| 18:30 (UTC+3) | Al Douni 30' · Maowas 72' | Relatório |      | Público: 200 Árbitro: SIN Muhammad Taqi Aljaafari |

| 10 de abril   | Kuwait SC                                                 | 5 – 0     | Regar-TadAZ | Al Kuwait Sports Club Stadium, Kuwait       |
| 18:40 (UTC+3) | Jemâa 57', 70' · Rogerinho 75' · Khamis 80' · Hammami 82' | Relatório |             | Público: 300 Árbitro: JOR Mohammad Abu Loum |

| 24 de abril   | Regar-TadAZ                           | 2 – 3     | Safa                                   | Estádio 20 Anos de Independência, Khujand   |
| 15:00 (UTC+5) | Rakhmatov 31' · Khamroqulov 82' (pen) | Relatório | Uchee 43' · Alomier 53' · Haidar 90+2' | Público: 3 000 Árbitro: QAT Khamis Al Marri |

| 24 de abril   | Kuwait SC      | 2 – 3     | Al-Riffa                              | Al Kuwait Sports Club Stadium, Kuwait         |
| 18:45 (UTC+3) | Jemâa 13', 34' | Relatório | Jovančić 23' · Abdo 51' · Aldouni 73' | Público: 1 000 Árbitro: YEM Mukhtar Al-Yarimi |

| 1 de maio     | Safa       | 1 – 0     | Kuwait SC | Camille Chamoun Sports City Stadium, Beirute |
| 17:30 (UTC+3) | Haidar 53' | Relatório |           | Público: 250 Árbitro: IRQ Ali Sabah Al-Qaysi |

| 1 de maio     | Al-Riffa     | 1 – 1     | Regar-TadAZ | Estádio Nacional do Bahrein, Ar Rifa'       |
| 17:30 (UTC+3) | Al Douni 84' | Relatório | Eminov 71'  | Público: 200 Árbitro: OMA Yaqoob Abdul Baqi |

### Grupo B
| Time          | Pts | J | V | E | D | GP | GC | SD  |
| ------------- | --- | - | - | - | - | -- | -- | --- |
| Arbil         | 18  | 6 | 6 | 0 | 0 | 17 | 0  | +17 |
| Fanja         | 10  | 6 | 3 | 1 | 2 | 9  | 6  | +3  |
| Al-Ansar      | 7   | 6 | 2 | 1 | 3 | 7  | 9  | –2  |
| Al-Ahli Taizz | 0   | 6 | 0 | 0 | 6 | 2  | 20 | –18 |

| 5 de março    | Arbil                                      | 4 – 0     | Al-Ahli Taizz | Estádio Franso Hariri, Arbil                 |
| 17:00 (UTC+3) | Salah 43', 90+1' · Bukenya 68' · Radhi 76' | Relatório |               | Público: 12 000 Árbitro: QAT Khamis Al-Marri |

| 5 de março    | Fanja                                                  | 4 – 0     | Al-Ansar | Complexo Esportivo Sultão Qaboos, Mascate      |
| 19:00 (UTC+4) | Cissé 6' · Mubarek 54' · Al-Maashari 60' · Gustavo 68' | Relatório |          | Público: 700 Árbitro: IRN Saeid Mozaffarizadeh |

| 12 de março   | Al-Ahli Taizz | 0 – 2     | Fanja                       | Estádio de Seebe, Seebe (Omã)1                 |
| 19:00 (UTC+4) |               | Relatório | Cissé 28' · Al-Maashari 36' | Público: 1 500 Árbitro: BAN Tayeb Shamsuzzaman |

| 12 de março   | Al-Ansar | 0 – 2     | Arbil                 | Camille Chamoun Sports City Stadium, Beirute  |
| 18:00 (UTC+2) |          | Relatório | Salah 27' · Radhi 59' | Público: 2 500 Árbitro: JOR Mohammad Abu Loum |

| 3 de abril    | Al-Ahli Taizz | 0 – 2     | Al-Ansar                       | Estádio Municipal de Beirute, Beirute (Líbano)1 |
| 18:00 (UTC+3) |               | Relatório | Nasser 64' (g.c.) · Khodor 81' | Público: 750 Árbitro: KUW Ali Shaban            |

| 3 de abril    | Arbil     | 1 – 0     | Fanja | Estádio Franso Hariri, Arbil                    |
| 18:00 (UTC+3) | Sabah 47' | Relatório |       | Público: 8 000 Árbitro: TKM Charymurat Kurbanov |

| 9 de abril    | Al-Ansar                                                                 | 5 – 1     | Al-Ahli Taizz | Camille Chamoun Sports City Stadium, Beirute |
| 18:00 (UTC+3) | Khodor 6' · Kojok 22' · Jounaidi 28' · Sebastião 38' (pen) · Agblexo 77' | Relatório | Ahmed 45+1'   | Público: 2 700 Árbitro: BHR Jameel Mohamed   |

| 9 de abril    | Fanja | 0 – 4     | Arbil                                                 | Estádio de Seebe, Seebe           |
| 19:15 (UTC+4) |       | Relatório | Mohammed 45+1' · Kosorić 54' · Radhi 88', 90+3' (pen) | Público: 800 Árbitro: CHN Wang Di |

| 24 de abril   | Al-Ahli Taizz | 0 – 4     | Arbil                                           | Estádio Franso Hariri, Arbil (Iraque)1       |
| 18:00 (UTC+3) |               | Relatório | Karim 4' · Kareem 60' · Sabah 79' · Bukenya 84' | Público: 3 000 Árbitro: KSA Fahad Al Mirdasi |

| 24 de abril   | Al-Ansar | 0 – 0     | Fanja | Camille Chamoun Sports City Stadium, Beirute   |
| 18:00 (UTC+3) |          | Relatório |       | Público: 7 000 Árbitro: KYR Dmitrii Mashentsev |

| 1 de maio     | Arbil          | 2 – 0     | Al-Ansar | Estádio Franso Hariri, Arbil                |
| 18:30 (UTC+3) | Radhi 59', 86' | Relatório |          | Público: 2 000 Árbitro: KYR Timur Faizullin |

| 1 de maio     | Fanja                        | 3 – 1     | Al-Ahli Taizz  | Estádio de Seebe, Seebe                        |
| 19:30 (UTC+4) | Mubarek 52', 53' · Keita 72' | Relatório | Al Merghmi 21' | Público: 300 Árbitro: QAT Fahad Jaber Al Marri |

Notas
- Nota 1: Clubes do Iêmen não podem receber seus jogos em casa no seu país devido a preocupações com a segurança.

### Grupo C
| Time         | Pts | J | V | E | D | GP | GC | SD |
| ------------ | --- | - | - | - | - | -- | -- | -- |
| Al-Faisaly   | 13  | 6 | 4 | 1 | 1 | 9  | 5  | +4 |
| Dohuk        | 12  | 6 | 4 | 0 | 2 | 14 | 6  | +8 |
| Dhofar       | 10  | 6 | 3 | 1 | 2 | 8  | 12 | –4 |
| Al-Shaab Ibb | 0   | 6 | 0 | 0 | 6 | 3  | 11 | –8 |

| 6 de março    | Al-Shaab Ibb | 1 – 3     | Dohuk                       | Estádio Duhok, Dohuk (Iraque)2          |
| 16:00 (UTC+3) | Jabbar 36'   | Relatório | Sadir 33', 78' · Diab 45+1' | Público: 6 000 Árbitro: LIB Ali Sabbagh |

| 6 de março    | Al-Faisaly                 | 2 – 3     | Dhofar                          | Estádio Internacional de Amã, Amã                            |
| 18:00 (UTC+3) | Mohamad 58' · Mohannad 87' | Relatório | Ayil 4' (pen.) · Lamah 23', 44' | Público: 2 560 Árbitro: UAE Mohammed Abdullah Hassan Mohamed |

| 13 de março   | Dohuk | 0 – 1     | Al-Faisaly    | Estádio Duhok, Dohuk                            |
| 16:00 (UTC+3) |       | Relatório | Mohamad 90+2' | Público: 14 000 Árbitro: KYR Dmitrii Mashentsev |

| 13 de março   | Dhofar      | 1 – 0     | Al-Shaab Ibb | Estádio Al-Saada, Salalah                     |
| 19:30 (UTC+4) | Lamah 90+3' | Relatório |              | Público: 2 500 Árbitro: KUW Yousef Al Marzouq |

| 2 de abril    | [Al-Faisaly          | 2 – 1     | Al-Shaab Ibb   | Estádio Internacional de Amã, Amã          |
| 18:00 (UTC+3) | Bani Attiah 30', 85' | Relatório | Owoboskini 70' | Público: 500 Árbitro: KSA Fahad Al-Mirdasi |

| 2 de abril    | Dhofar        | 1 – 3     | Dohuk                              | Estádio Al-Saada, Salalah                    |
| 19:30 (UTC+4) | Al-Dhabit 57' | Relatório | Sahyouni 7' · Ali 20' · Bahjat 34' | Público: 2 000 Árbitro: SYR Masoud Tufaylieh |

| 10 de abril   | Dohuk                                               | 6 – 1     | Dhofar    | Estádio Duhok, Dohuk                         |
| 16:30 (UTC+3) | Zahra 1', 18', 48', 90+2' · Sahyouni 50' · Diab 87' | Relatório | Manaa 42' | Público: 5 000 Árbitro: KSA Fahad Al Mirdasi |

| 10 de abril   | Al-Shaab Ibb | 0 – 2     | Al-Faisaly                   | Estádio Internacional de Amã, Amã (Jordânia)2 |
| 18:00 (UTC+3) |              | Relatório | Al-Maharmeh 11' · Nu'man 89' | Público: 950 Árbitro: SYR Masoud Tafaylieh    |

| 23 de abril   | Dohuk                             | 2 – 1     | Al-Shaab Ibb   | Estádio Duhok, Dohuk                        |
| 16:30 (UTC+3) | Abdul-Zahra 7' · Abdul-Raheem 14' | Relatório | Owoboskini 18' | Público: 6 500 Árbitro: MAS Mohd Bin Yaacob |

| 23 de abril   | Dhofar        | 1 – 1     | Al-Faisaly   | Estádio Al-Saada, Salalah                      |
| 19:30 (UTC+4) | Al-Mashri 24' | Relatório | Al-Attar 58' | Público: 2 000 Árbitro: MAS Nagor Noor Mohamed |

| 30 de abril   | Al-Faisaly   | 1 – 0     | Dohuk | Estádio Internacional de Amã, Amã      |
| 18:00 (UTC+3) | Al-Attar 29' | Relatório |       | Público: 1 200 Árbitro: KUW Ali Shaban |

| 30 de abril   | Al-Shaab Ibb | 0 – 1     | Dhofar        | Estádio Al-Saada, Salalah (Omã)2             |
| 19:30 (UTC+4) |              | Relatório | Al-Shimli 32' | Público: 800 Árbitro: KYR Dmitriy Mashentsev |

Notas
- Nota 2: Clubes do Iêmen não podem receber seus jogos em casa no seu país devido a preocupações com a segurança.

### Grupo D
| Time          | Pts | J | V | E | D | GP | GC | SD  |
| ------------- | --- | - | - | - | - | -- | -- | --- |
| Al-Qadsia     | 13  | 6 | 4 | 1 | 1 | 13 | 4  | +9  |
| Al-Shorta     | 12  | 6 | 4 | 0 | 2 | 8  | 5  | +3  |
| Al-Ramtha     | 10  | 6 | 3 | 1 | 2 | 10 | 7  | +3  |
| Ravshan Kulob | 0   | 6 | 0 | 0 | 6 | 2  | 17 | –15 |

| 6 de março    | Ravshan Kulob | 0 – 1     | Al-Ramtha    | Estádio 20 Anos de Independência, Khujand       |
| 15:00 (UTC+5) |               | Relatório | Al-Laham 68' | Público: 13 500 Árbitro: UZB Vladislav Tseytlin |

| 6 de março    | Al-Qadsia | 0 – 1     | Al-Shorta            | Estádio Mohammed Al-Hamad, Hawalli         |
| 18:30 (UTC+3) |           | Relatório | Al-Said 90+5' (pen.) | Público: 2 000 Árbitro: SIN Leow Thiam Hoe |

| 13 de março   | Al-Shorta                | 2 – 0     | Ravshan Kulob | Estádio Príncipe Mohammed, Zarqa (Jordânia)3 |
| 17:00 (UTC+3) | Ghalioum 53' · Habib 58' | Relatório |               | Público: 50 Árbitro: YEM Mukhtar Al Yarimi   |

| 13 de março   | Al-Ramtha | 0 – 3     | Al-Qadsia                               | Estádio Rei Abdullah, Amã                     |
| 18:00 (UTC+3) |           | Relatório | Neda 2' · Al Sheikh 29' · Al-Mutawa 78' | Público: 4 000 Árbitro: OMA Yaqoob Abdul Baqi |

| 3 de abril    | Al-Shorta | 0 – 1     | Al-Ramtha   | Estádio Príncipe Mohammed, Zarqa (Jordânia)3   |
| 17:00 (UTC+3) |           | Relatório | Mangoua 79' | Público: 2 000 Árbitro: IRQ Ali Sabah Al-Qaysi |

| 3 de abril    | Al-Qadsia                                | 3 – 0     | Ravshan Kulob | Estádio Mohammed Al-Hamad, Hawalli |
| 18:30 (UTC+3) | Al-Mutawa 26', 88' · Irgashev 68' (g.c.) | Relatório |               | Público: 600 Árbitro: CHN Ma Ning  |

| 9 de abril    | Ravshan Kulob | 1 – 3     | Al-Qadsia                          | Estádio 20 Anos de Indepêndencia, Khujand   |
| 15:00 (UTC+5) | Takyi 2'      | Relatório | Al Ansari 20' · Al-Mutawa 44', 58' | Público: 4 023 Árbitro: PAK Khurram Shahzad |

| 9 de abril    | Al-Ramtha        | 1 – 2     | Al-Shorta                   | Estádio Rei Abdullah, Amã                  |
| 18:00 (UTC+3) | Kassas 41' (pen) | Relatório | Al Waked 28' · Al Salih 56' | Público: 4 000 Árbitro: QAT Fahad Al-Marri |

| 23 de abril   | Al-Shorta | 0 – 2     | Al-Qadsia                   | Estádio Príncipe Mohammed, Zarqa (Jordânia)3 |
| 17:00 (UTC+3) |           | Relatório | Al-Mutawa 52' · Al Soma 86' | Público: 100 Árbitro: BAN Tayeb Shamsuzzaman |

| 23 de abril   | Al-Ramtha                                                            | 5 – 0     | Ravshan Kulob | Estádio Rei Abdullah, Amã                |
| 18:00 (UTC+3) | Mangoua 5' · Al-Laham 30' · Al-Dawud 44' · Kassas 53' · Ouattara 83' | Relatório |               | Público: 700 Árbitro: BHR Salah Alabbasi |

| 30 de abril   | Ravshan Kulob   | 1 – 3     | Al-Shorta                              | Estádio 20 Anos de Independência, Khujand |
| 16:30 (UTC+5) | Tukhtasunov 41' | Relatório | Al Wakid 14' · Kalasi 28' · Zakour 58' | Público: 1 700 Árbitro: SIN Sukhbir Singh |

| 30 de abril   | Al-Qadsia                      | 2 – 2     | Al-Ramtha                | Estádio Mohammed Al-Hamad, Hawalli         |
| 15:30 (UTC+3) | Al-Mutawa 29' · Al Mutairi 34' | Relatório | Mangoua 61' · Kassas 82' | Público: 180 Árbitro: UAE Ammar Al-Jeneibi |

Notas
- Nota 3: Clubes da Síria não podem receber seus jogos em casa no seu país devido a preocupações com a segurança.

### Grupo E
| Time                   | Pts | J | V | E | D | GP | GC | SD  |
| ---------------------- | --- | - | - | - | - | -- | -- | --- |
| Semen Padang           | 16  | 6 | 5 | 1 | 0 | 15 | 6  | +9  |
| Kitchee                | 12  | 6 | 4 | 0 | 2 | 18 | 7  | +11 |
| Churchill Brothers     | 3   | 6 | 1 | 1 | 4 | 6  | 13 | –7  |
| Singapore Armed Forces | 3   | 6 | 1 | 0 | 5 | 4  | 17 | –13 |

| 26 de fevereiro4 | Kitchee                          | 3 – 0     | Churchill Brothers | Estádio Mong Kok, Hong Kong             |
| 20:00 (UTC+8)    | Chu Siu Kei 28' · Jordi 31', 66' | Relatório |                    | Público: 1 851 Árbitro: AUS Chris Beath |

| 5 de março    | Semen Padang                         | 3 – 1     | Singapore Armed Forces | Estádio Haji Agus Salim, Padang     |
| 15:30 (UTC+7) | Wilson 19' · Mofu 32' · Iskandar 86' | Relatório | Inui 41'               | Público: 9 225 Árbitro: CHN Ma Ning |

| 12 de março      | Churchill Brothers      | 2 – 2     | Semen Padang           | Complexo Esportivo Shree Shiv Chhatrapati, Pune |
| 15:00 (UTC+5:30) | Chhetri 27' · Singh 57' | Relatório | Bayauw 36' · Rizal 44' | Público: 1 500 Árbitro: JPN Yudai Yamamoto      |

| 12 de março   | Singapore Armed Forces | 2 – 4     | Kitchee                                              | Estádio Jalan Besar, Singapura          |
| 19:45 (UTC+8) | Inui 23' · Gunawan 29' | Relatório | Jordi 46', 51' · Lo Kwan Yee 62' · Cheng Siu Wai 75' | Público: 1 151 Árbitro: JPN Minoru Tōjō |

| 2 de abril       | Churchill Brothers                  | 3 – 0     | Singapore Armed Forces | Complexo Esportivo Shree Shiv Chhatrapati, Pune |
| 15:00 (UTC+5:30) | Vales 37' · Singh 44' · Chhetri 84' | Relatório |                        | Público: 500 Árbitro: OMA Yaqoob Abdul Baqi     |

| 2 de abril    | Kitchee   | 1 – 2     | Semen Padang             | Tseung Kwan O Sports Ground, Hong Kong   |
| 20:00 (UTC+8) | Jordi 83' | Relatório | Iskandar 4' · Wilson 77' | Público: 1 792 Árbitro: MYA Sgt. Win Cho |

| 10 de abril   | Semen Padang                   | 3 – 1     | Kitchee   | Estádio Haji Agus Salim, Padang              |
| 15:30 (UTC+7) | Wilson 13', 75' · Iskandar 71' | Relatório | Jordi 33' | Público: 11 315 Árbitro: MAS Mohd Bin Yaacob |

| 10 de abril   | Singapore Armed Forces | 1 – 0     | Churchill Brothers | Estádio Jalan Besar, Singapura           |
| 19:45 (UTC+8) | Franco 54' (g.c.)      | Relatório |                    | Público: 1 362 Árbitro: MYA Sgt. Win Cho |

| 24 de abril      | Churchill Brothers | 0 – 4     | Kitchee                                          | Complexo Esportivo Shree Shiv Chhatrapati, Pune |
| 15:00 (UTC+5:30) |                    | Relatório | Couñago 15', 17' · Jordi 57' · Cheng Siu Wai 81' | Público: 400 Árbitro: VIE Vo Minh Tri           |

| 24 de abril   | Singapore Armed Forces | 0 – 2     | Semen Padang    | Estádio Jalan Besar, Singapura                   |
| 19:45 (UTC+8) |                        | Relatório | Wilson 39', 60' | Público: 378 Árbitro: SRI Hettikamkanamge Perera |

| 1 de maio     | Semen Padang                | 3 – 1     | Churchill Brothers | Estádio Haji Agus Salim, Padang                     |
| 15:30 (UTC+7) | Wilson 24', 64' · Bonai 47' | Relatório | Balan 49'          | Público: 9 072 Árbitro: BHR Jameel Juma Abdulhusain |

| 1 de maio     | Kitchee                                                    | 5 – 0     | Singapore Armed Forces | Tseung Kwan O Sports Ground, Hong Kong   |
| 17:00 (UTC+8) | Jordi 18', 53', 88' · Cheng Siu Wai 62' · Tsang Kam To 72' | Relatório |                        | Público: 1 097 Árbitro: KOR Ko Hyung-Jin |

Notas
- Nota 4: A partida entre Kitchee x Churchill Brothers foi remarcada a partir da data original que seria dia 5 de março, devido a participação da Índia nas qualificações para a AFC Challenge Cup de 2014.[3]

### Grupo F
| Time               | Pts | J | V | E | D | GP | GC | SD  |
| ------------------ | --- | - | - | - | - | -- | -- | --- |
| New Radiant        | 15  | 6 | 5 | 0 | 1 | 20 | 4  | +16 |
| Yangon United      | 15  | 6 | 5 | 0 | 1 | 18 | 5  | +13 |
| Sun Hei            | 4   | 6 | 1 | 1 | 4 | 12 | 12 | 0   |
| Persibo Bojonegoro | 1   | 6 | 0 | 1 | 5 | 5  | 34 | –29 |

| 26 de fevereiro5 | Yangon United        | 3 – 0     | Persibo Bojonegoro | Estádio Thuwunna, Yangon              |
| 18:00 (UTC+6:30) | Koné 56', 63', 90+2' | Relatório |                    | Público: 985 Árbitro: JPN Jumpei Iida |

| 5 de março    | New Radiant | 1 – 0     | Sun Hei | Estádio Nacional Galolhu, Malé          |
| 16:00 (UTC+5) | Umair 67'   | Relatório |         | Público: 4 880 Árbitro: VIE Vo Minh Tri |

| 12 de março   | Persibo Bojonegoro | 0 – 7     | New Radiant                                           | Estádio Manahan, Surakarta                       |
| 15:00 (UTC+7) |                    | Relatório | Umair 11' · Ashfaq 34', 50', 58', 70', 80' · Umar 66' | Público: 700 Árbitro: SRI Hettikamkanamge Perera |

| 12 de março   | Sun Hei           | 1 – 3     | Yangon United                            | Estádio Mong Kok, Kowloon              |
| 20:00 (UTC+8) | Chi Lun Yeung 20' | Relatório | Koné 2' · César Augusto 53' · Aung 90+7' | Público: 736 Árbitro: IND Pratap Singh |

| 3 de abril    | Persibo Bojonegoro                     | 3 – 3     | Sun Hei                                                       | Estádio Manahan, Surakarta                   |
| 15:00 (UTC+7) | James Ha 11' (g.c.) · Alcorsé 33', 68' | Relatório | Leung Tsz Chun 58' · Choi Kwok Wai 70' · Roberto Júnior 90+3' | Público: 400 Árbitro: MAS Nagor Noor Mohamed |

| 3 de abril       | Yangon United           | 2 – 0     | New Radiant | Estádio Thuwunna, Yangon                  |
| 18:00 (UTC+6:30) | Koné 17' · Aung Moe 19' | Relatório |             | Público: 539 Árbitro: PAK Khurram Shahzad |

| 9 de abril    | New Radiant                         | 3 – 1     | Yangon United | Estádio Nacional Galolhu, Malé           |
| 16:00 (UTC+5) | Umair 31' · Fasir 38' · Mansa 45+1' | Relatório | Koné 89'      | Público: 5 400 Árbitro: TPE Yu Ming-hsun |

| 9 de abril    | Sun Hei                                                                                   | 8 – 0     | Persibo Bojonegoro | Estádio Mong Kok, Kowloon                |
| 20:00 (UTC+8) | Barry 3', 12', 39' · Liang Zicheng 6', 48' · Roberto Júnior 16' · Leung Tsz Chun 31', 37' | Relatório |                    | Público: 463 Árbitro: THA Chaiya Mahapab |

| 24 de abril   | Persibo Bojonegoro | 1 – 7     | Yangon United                                                                 | Estádio Manahan, Surakarta       |
| 15:00 (UTC+7) | Han Ji-ho 75'      | Relatório | César Augusto 4', 54', 58' · Koné 28', 85' · Yan Aung Kyaw 43' · Aung Moe 80' | Público: 150 Árbitro: CHN Fan Qi |

| 24 de abril   | Sun Hei | 0 – 3     | New Radiant                | Estádio Mong Kok, Kowloon                |
| 20:00 (UTC+8) |         | Relatório | Fasir 61', 71' · Umair 86' | Público: 477 Árbitro: JPN Yamamoto Yudai |

| 1 de maio        | Yangon United          | 2 – 0     | Sun Hei | Estádio Thuwunna, Yangon                               |
| 17:30 (UTC+6:30) | Kyi Lin 69' · Koné 81' | Relatório |         | Público: 700 Árbitro: MAS Mohd Amirul Izwan Bin Yaacob |

| 1 de maio     | New Radiant                                            | 6 – 1     | Persibo Bojonegoro | Estádio Nacional Galolhu, Malé      |
| 16:00 (UTC+5) | Ashfaq 28', 68', 81' (pen) · Umair 31', 36' · Umar 72' | Relatório | Chalwa 55'         | Público: 7 200 Árbitro: CHN Ma Ning |

Notas
- Nota 5: A partida entre Yangon United x Persibo Bojonegoro foi remarcada a partir da data original que seria dia 5 de março, devido a participação de Myanmar nas qualificações para a AFC Challenge Cup de 2014.[3]

### Grupo G
| Time             | Pts | J | V | E | D | GP | GC | SD |
| ---------------- | --- | - | - | - | - | -- | -- | -- |
| Kelantan         | 13  | 6 | 4 | 1 | 1 | 14 | 9  | +5 |
| Ðà Nẵng          | 12  | 6 | 4 | 0 | 2 | 11 | 12 | –1 |
| Maziya           | 7   | 6 | 2 | 1 | 3 | 13 | 12 | +1 |
| Ayeyawady United | 3   | 6 | 1 | 0 | 5 | 9  | 14 | –5 |

| 27 de fevereiro6 | Ðà Nẵng              | 2 – 1     | Ayeyawady United | Estádio Chi Lang, Da Nang                           |
| 16:30 (UTC+7)    | Goia 43' · Merlo 55' | Relatório | Nay Lin Tun 89'  | Público: 12 200 Árbitro: SRI Hettikamkanamge Perera |

| 6 de março    | Kelantan  | 1 – 1     | Maziya      | Estádio Sultão Mohammad IV, Kota Bharu    |
| 20:45 (UTC+8) | Radzi 77' | Relatório | Adhuham 62' | Público: 12 000 Árbitro: TPE Yu Ming-hsun |

| 13 de março      | Ayeyawady United | 1 – 3     | Kelantan                     | Estádio Thuwunna, Yangon          |
| 17:00 (UTC+6:30) | Beršnjak 79'     | Relatório | Radzi 2' · Petratos 53', 80' | Público: 600 Árbitro: CHN Wang Di |

| 13 de março   | Maziya                   | 2 – 3     | Ðà Nẵng                             | Estádio Nacional Galolhu, Malé      |
| 16:00 (UTC+5) | Abdulla 33' · Nashid 81' | Relatório | Mrwanda 54' · Merlo 66' · Duong 90' | Público: 3 500 Árbitro: CHN Ma Ning |

| 2 de abril    | Maziya                                  | 3 – 1     | Ayeyawady United | Estádio Nacional Galolhu, Malé           |
| 16:00 (UTC+5) | Shiyam 46' · M. Ahmed 52' · Rasheed 61' | Relatório | Leandro 47'      | Público: 2 750 Árbitro: KOR Ko Hyung-Jin |

| 2 de abril    | Kelantan                                                      | 5 – 0     | Ðà Nẵng | Estádio Sultão Mohammad IV, Kota Bharu   |
| 20:45 (UTC+8) | Nwakaeme 4' · Putra 7' · Faiz 23' · Petratos 59' · Badhri 85' | Relatório |         | Público: 10 000 Árbitro: JPN Jumpei Iida |

| 10 de abril   | Ðà Nẵng | 0 – 1     | Kelantan     | Estádio Chi Lang, Da Nang                 |
| 16:30 (UTC+7) |         | Relatório | Nwakaeme 73' | Público: 12 700 Árbitro: KOR Kim Sang Woo |

| 10 de abril      | Ayeyawady United                           | 3 – 0     | Maziya | Estádio Thuwunna, Yangon                     |
| 17:00 (UTC+6:30) | Beršnjak 5' · Leandro 7' · Nay Lin Tun 44' | Relatório |        | Público: 100 Árbitro: BAN Tayeb Shamsuzzaman |

| 23 de abril      | Ayeyawady United                    | 2 – 3     | Ðà Nẵng                                                                | Estádio Thuwunna, Yangon              |
| 17:00 (UTC+6:30) | Nanda Lin Kyaw Chit 23' · Otomo 50' | Relatório | Huynh Quoc Anh 41' · Hà Minh Tuấn 43' · Nguyen Minh Phuong 90+2' (pen) | Público: 300 Árbitro: HKG Ng Chiu Kok |

| 23 de abril   | Maziya                                                            | 6 – 1     | Kelantan  | Estádio Nacional Galolhu, Malé           |
| 16:00 (UTC+5) | Rasheed 40' · Abdulla 56' · Easa 77' · Adhuham 82', 85' · Ali 88' | Relatório | Safwan 7' | Público: 2 400 Árbitro: IRQ Ali Al-Qaysi |

| 30 de abril   | Kelantan                             | 3 – 1     | Ayeyawady United | Estádio Sultão Mohammad IV, Kota Bharu   |
| 20:00 (UTC+8) | Petratos 42' · Halim 70' · Radzi 83' | Relatório | Nay Lin Tun 80'  | Público: 14 200 Árbitro: AUS Chris Beath |

| 30 de abril   | Ðà Nẵng             | 3 – 1     | Maziya      | Estádio Chi Lang, Da Nang                 |
| 19:00 (UTC+7) | Merlo 14', 34', 67' | Relatório | Adhuham 44' | Público: 12 500 Árbitro: IND Pratap Singh |

Notas
- Nota 6: A partida entre SHB Ðà Nẵng x Ayeyawady United foi remarcada a partir da data original que seria dia 5 de março, devido a participação de Myanmar nas qualificações para a AFC Challenge Cup de 2014.[3]

### Grupo H
| Time               | Pts | J | V | E | D | GP | GC | SD |
| ------------------ | --- | - | - | - | - | -- | -- | -- |
| East Bengal FC     | 14  | 6 | 4 | 2 | 0 | 13 | 6  | +7 |
| Selangor           | 8   | 6 | 2 | 2 | 2 | 12 | 11 | +1 |
| Xuân Thành Sài Gòn | 8   | 6 | 2 | 2 | 2 | 9  | 12 | –3 |
| Tampines Rovers    | 2   | 6 | 0 | 2 | 4 | 12 | 17 | –5 |

| 27 de fevereiro7 | East Bengal FC | 1 – 0     | Selangor | Estádio Salt Lake, Calcutá                     |
| 15:00 (UTC+5:30) | Ralte 43'      | Relatório |          | Público: 3 000 Árbitro: BAN Tayeb Shamsuzzaman |

| 6 de março    | Tampines Rovers        | 2 – 3     | Xuân Thành Sài Gòn                    | Estádio Jalan Besar, Singapura          |
| 19:45 (UTC+8) | Amri 89' · Đurić 90+2' | Relatório | Amougou 22', 61' · Quang Chi Pham 84' | Público: 1 238 Árbitro: HKG Chiu-Kok Ng |

| 13 de março   | Xuân Thành Sài Gòn | 0 – 0     | East Bengal FC | Estádio Thong Nhat, Cidade de Ho Chi Minh |
| 18:30 (UTC+7) |                    | Relatório |                | Público: 5 000 Árbitro: KOR Hyung-Jin Ko  |

| 13 de março   | Selangor                        | 3 – 3     | Tampines Rovers                       | Estádio Shah Alam, Shah Alam             |
| 20:45 (UTC+8) | Doe 8', 54' (pen.) · Yahyah 46' | Relatório | Đurić 20' · Sahib 49' · Yamashita 71' | Público: 1 551 Árbitro: KOR Kim Sang-Woo |

| 3 de abril    | Xuân Thành Sài Gòn | 2 – 1     | Selangor | Estádio Thong Nhat, Cidade de Ho Chi Minh          |
| 18:30 (UTC+7) | Oguwike 45+2', 65' | Relatório | Doe 64'  | Público: 2 800 Árbitro: SRI Hettikamkanamge Perera |

| 3 de abril    | Tampines Rovers           | 2 – 4     | East Bengal FC                                 | Estádio Jalan Besar, Singapura             |
| 19:45 (UTC+8) | Hadžibulić 28' · Amri 65' | Relatório | Hadee 19' (g.c.) · Barisić 62', 87' · Edeh 64' | Público: 1 082 Árbitro: THA Chaiya Mahapab |

| 9 de abril       | East Bengal FC       | 2 – 1     | Tampines Rovers | Estádio Salt Lake, Calcutá                |
| 15:15 (UTC+5:30) | Edeh 22' · Ralte 86' | Relatório | Esah 68'        | Público: 7 000 Árbitro: SRI Gamini Robesh |

| 9 de abril    | Selangor                       | 3 – 1     | Xuân Thành Sài Gòn | Estádio Shah Alam, Shah Alam               |
| 20:45 (UTC+8) | Kubala 9' · Doe 63' · Amri 72' | Relatório | Oloya 81'          | Público: 1 267 Árbitro: IRQ Mohanad Sarray |

| 23 de abril   | Xuân Thành Sài Gòn            | 2 – 2     | Tampines Rovers           | Estádio Thong Nhat, Cidade de Ho Chi Minh |
| 18:30 (UTC+7) | Amougou 18' (pen) · Oloya 42' | Relatorio | Amri 15' · Hadžibulić 63' | Público: 2 000 Árbitro: CHN Wang Di       |

| 23 de abril   | Selangor                | 2 – 2     | East Bengal FC       | Estádio Shah Alam, Shah Alam           |
| 20:45 (UTC+8) | Shukur 79' · Adib 90+3' | Relatório | Orji 23' · Ralte 54' | Público: 1 000 Árbitro: HKG Ng Kai Lam |

| 30 de abril   | Tampines Rovers                   | 2 – 3     | Selangor                        | Estádio Jalan Besar, Singapura           |
| 19:00 (UTC+8) | Asraruddin 50' (g.c.) · Đurić 58' | Relatório | Taha 28' (g.c.) · Amri 45', 76' | Público: 839 Árbitro: JPN Yudai Yamamoto |

| 30 de abril      | East Bengal FC                              | 4 – 1     | Xuân Thành Sài Gòn | Estádio Salt Lake, Calcutá                   |
| 16:35 (UTC+5:30) | Edeh 8' (pen) · Barisić 45' · Orji 53', 59' | Relatório | Amougou 61'        | Público: 2 500 Árbitro: KSA Fahad Al-Mirdasi |

Notas
- Nota 7: A partida entre East Bengal x Selangor foi remarcada a partir da data original que seria dia 6 de março, devido a participação da Índia nas qualificações para a AFC Challenge Cup de 2014.[3]